# Primera División de Venezuela
Primera División de Venezuela, även känt under namnet Liga Venezolana, är den Venezuelanska högstadivisionen i fotboll som styrs av det Venezuelanska fotbollsförbundet; Federación Venezolana de Fútbol. Totalt spelar 20 lag i ligan. En säsong består av två mästerskap, Apertura och Clausura; segraren ur respektive delmästerskap spelar mot varandra i en final för att avgöra vem som blir säsongsmästare.

## Klubbar säsongen 2020
| Lag                     | Stad           | Arena                         | Kapacitet |
| ----------------------- | -------------- | ----------------------------- | --------- |
| Academia Puerto Cabello | Puerto Cabello | La Bombonerita                | 7,500     |
| Aragua                  | Maracay        | Olímpico Hermanos Ghersi Páez | 14,000    |
| Atlético Venezuela      | Caracas        | Brígido Iriarte               | 10,000    |
| Carabobo                | Valencia       | Misael Delgado                | 10,400    |
| Caracas                 | Caracas        | Olímpico de la UCV            | 23,940    |
| Deportivo La Guaira     | Caracas        | Olímpico de la UCV            | 23,940    |
| Deportivo Lara          | Cabudare       | Metropolitano de Cabudare     | 47,913    |
| Deportivo Táchira       | San Cristóbal  | Polideportivo de Pueblo Nuevo | 38,755    |
| Estudiantes de Mérida   | Mérida         | Metropolitano de Mérida       | 42,200    |
| GV Maracay              | Maracay        | Giuseppe Antonelli            | 7,500     |
| LALA                    | Ciudad Guayana | Estadio Cachamay              | 41,600    |
| Llaneros                | Guanare        | Rafael Calles Pinto           | 13,000    |
| Metropolitanos          | Caracas        | Olímpico de la UCV            | 23,940    |
| Mineros                 | Ciudad Guayana | Estadio Cachamay              | 41,600    |
| Monagas                 | Maturín        | Monumental de Maturín         | 51,796    |
| Portuguesa              | Acarigua       | General José Antonio Páez     | 18,000    |
| Trujillanos             | Valera         | José Alberto Pérez            | 25,000    |
| Yaracuyanos             | San Felipe     | Florentino Oropeza            | 10,000    |
| Zamora                  | Barinas        | Agustín Tovar                 | 29,800    |
| Zulia                   | Maracaibo      | José "Pachencho" Romero       | 40,800    |